# Huỳnh Tấn Việt
Huỳnh Tấn Việt (sinh ngày 10 tháng 8 năm 1962) là một chính khách Việt Nam. Ông nguyên là Bí thư Đảng ủy Khối Các cơ quan Trung ương, nguyên Ủy viên Ban Chấp hành Trung ương Đảng Cộng sản Việt Nam khóa XIII. Ông bị cho thôi chức từ ngày 3/10/2022 sau khi bị kỷ luật cảnh cáo.

## Tiểu sử
Ngày sinh: 10/8/1962
Ngày vào Đảng: 19/11/1986
Quê quán: xã Hòa Xuân Đông, thị xã Đông Hòa, tỉnh Phú Yên
Dân tộc: Kinh
Trình độ lý luận chính trị: Cử nhân.
- Thạc sĩ Quản lý nhà nước.
- Cử nhân Kinh tế.

## Quá trình công tác
- Trước tháng 9 năm 2010, ông đảm nhiệm Bí thư Tỉnh đoàn Phú Yên, Giám đốc Sở Công nghiệp tỉnh Phú Yên, Bí thư Huyện ủy Tuy An, Trưởng ban Dân vận Tỉnh ủy Phú Yên.
- Tháng 9 năm 2010, ông được bầu làm Phó Bí thư Thường trực Tỉnh ủy Phú Yên.
- Tháng 6 năm 2011, ông làm Phó Bí thư Thường trực Tỉnh ủy, Chủ tịch HĐND tỉnh Phú Yên.
- Ngày 16 tháng 10 năm 2015, tại Đại hội Đảng bộ tỉnh Phú Yên khóa XVI, nhiệm kỳ 2015-2020, ông được bầu giữ chức Bí thư Tỉnh ủy.
- Tại Đại hội Đảng Toàn quốc lần thứ 12, ông được bầu làm Ủy viên Ban Chấp hành Trung ương Đảng.
- Từ 8 tháng 7 năm 2020, ông được Bộ Chính trị điều động về Trung ương, tham gia Ban Chấp hành, Ban Thường vụ và giữ chức vụ Phó Bí thư Đảng ủy Khối Các cơ quan Trung ương.
- Ngày 29 tháng 10 năm 2020, tại Đại hội đại biểu Đảng bộ Khối các cơ quan Trung ương lần thứ XIII, nhiệm kỳ 2020 - 2025, ông được bầu làm Bí thư Đảng ủy Khối Các cơ quan Trung ương.
- Tại Đại hội Đảng Toàn quốc lần thứ 13, ông được bầu làm Ủy viên Ban Chấp hành Trung ương Đảng.
- Ngày 7 tháng 9 năm 2021, Thủ tướng Chính phủ Phạm Minh Chính ký Quyết định số 1461/QĐ-TTg, bổ nhiệm ông Huỳnh Tấn Việt, Ủy viên Trung ương Đảng, Bí thư Đảng ủy Khối các cơ quan Trung ương làm Phó Trưởng Tiểu ban Vận động và huy động xã hội thuộc Ban Chỉ đạo Quốc gia phòng, chống dịch COVID-19.
- Ngày 22 tháng 7 năm 2022, Ông Huỳnh Tấn Việt, nguyên Bí thư Tỉnh ủy Phú Yên bị Bộ Chính trị kỷ luật cảnh cáo do có vi phạm trong thời gian giữ chức vụ Bí thư Tỉnh ủy, Bí thư Đảng đoàn, Chủ tịch HĐND tỉnh Phú Yên khi để xảy ra nhiều sai phạm tại tỉnh này trong quản lý sử dụng đất, tài sản nhà nước; mua sắm trang thiết bị, vật tư y tế phục vụ phòng, chống dịch Covid-19; quản lý và bảo vệ rừng, tài nguyên, khoáng sản, ....
- Ngày 3 tháng 10 năm 2022, Hội nghị Ban Chấp hành TW lần thứ VI đã biểu quyết cho thôi giữ chức Ủy viên Ban Chấp hành TW Đảng khóa XIII đối với ông Huỳnh Tấn Việt, Ủy viên T.Ư Đảng, Bí thư Đảng ủy Khối các cơ quan T.Ư.
- Ngày 6 tháng 10 năm 2022, Bộ Chính trị có Quyết định cho ông thôi tham gia Ban Chấp hành, Ban Thường vụ, thôi giữ chức Bí thư Đảng ủy Khối các cơ quan Trung ương nhiệm kỳ 2020 - 2025.